# John e William Merfold

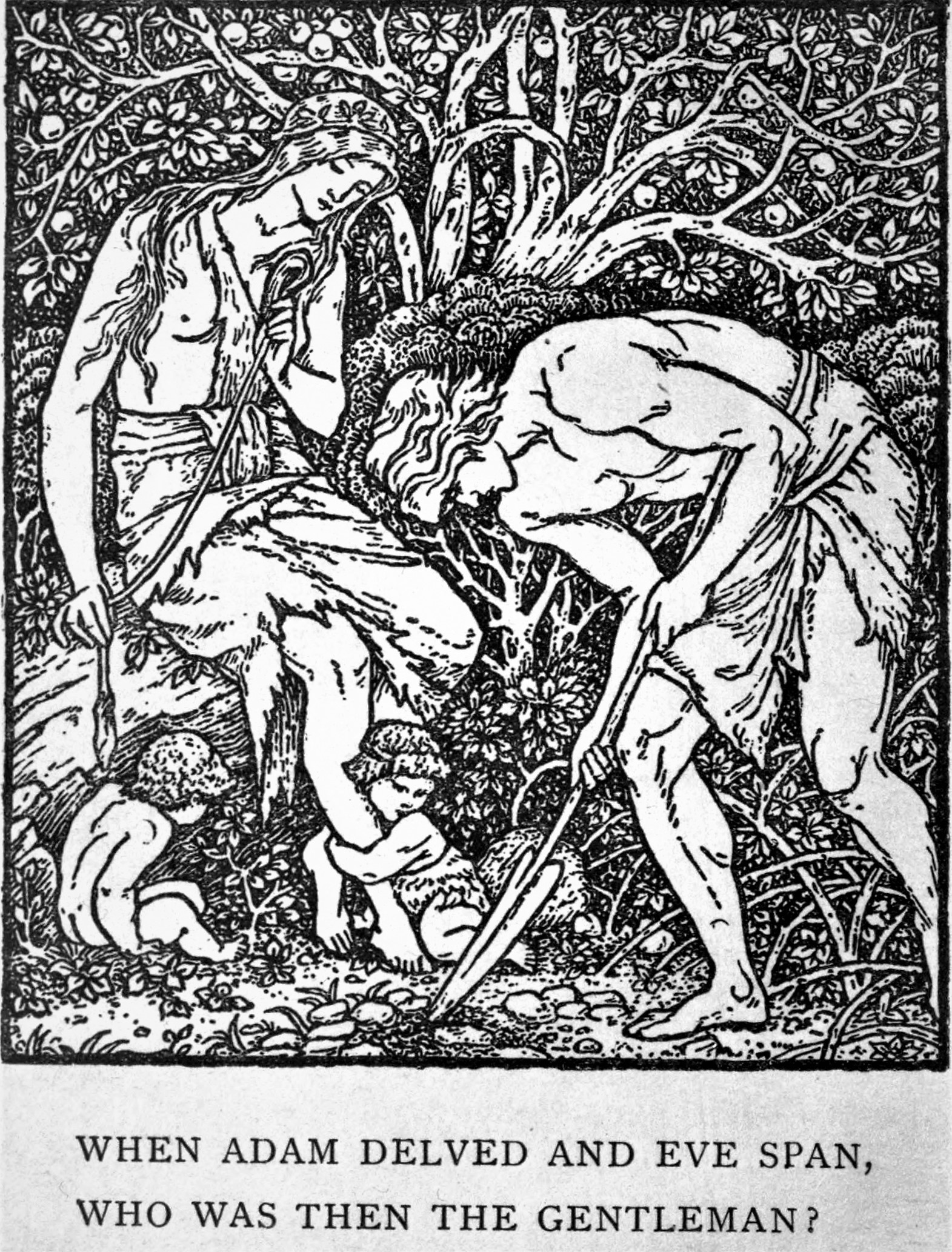
Imagem de John e Willina Merfold.

John e William Merfold eram dois irmãos que viviam em Sussex, Inglaterra, em meados do século XV.
Em 1451, ambos foram indiciados em 1451 por incitar publicamente o assassinato da nobreza e do clero e por defender a deposição do Rei Henrique VI. Eles também defendiam a formação de um governo integrado por pessoas comuns.
Esse incidente ocorreu pouco após a Rebelião de Jack Cade.

## Contexto
A Peste Negra, que atingiu a Inglaterra com severidade, entre 1348 e 1349, gerou uma crise econômica na Inglaterra que duraria cerca de 150 anos. A fase mais aguda dessa crise ocorreu entre 1440 e 1480 e ficou conhecida na Inglaterra como a "Grande Depressão Depressão do Século XV", que, aliás, afetou toda a Europa. A economia da Inglaterra só se recuperou na década de 1470, quando os preços começaram a se recuperar.
A "Grande Depressão Depressão do Século XV" teve uma série de outras causas (além da Peste Negra):
- Uma série de invernos rigorosos na década de 1430, que terminou com três colheitas desastrosas;
- A escassez de moedas e uma redução no crédito em toda a Europa atingiu o pico na década de 1460, causada por um desequilíbrio de pagamentos para bens de luxo importados e uma redução na produção das minas de prata do continente;[2]
- À medida em que a economia encolheu, as exportações nacionais, que atingiram um pico na década de 1440, caíram pela metade em duas décadas, e um colapso no comércio ultramarino de lã fez com que o preço da lã caísse significativamente,[3] desse modo, houve desemprego entre os que trabalhavam na cadeia produtiva de lã, causando reflexos negativos no conjunto da economia da Inglaterra;[4]
- a situação se agravou quando a Liga Hanseática a embargou as exportações inglesas;
- o comércio de lã também foi prejudicado pela Guerra dos Cem Anos.

Nesse contexto, alguns moradores de Kent e de outros lugares colocaram toda a culpa por suas dificuldades econômicas no Rei Henrique VI.
Para artesãos ou trabalhadores que antes haviam conhecido maior prosperidade, a tributação se tornou insuportável.
Na Ânglia Oriental, o Duque de Suffolk usou seu acesso aos tribunais e ao regime para oprimir seus inquilinos e se promover pessoalmente.
Essas injustiças e o que o historiador medieval A. J. Pollard descreveu como o "abuso sistemático de poder em nome do rei" foram piores em Kent , mas também ocorreram em Sussex e em outros lugares no sul da Inglaterra, o que resultou em diversas insurreições.
Em janeiro de 1450, teve início, em Kent, uma revolta foi liderada por um trabalhador chamado Thomas Cheyne, que se autodenominava "o eremita Barba Azul", as autoridades agiram rapidamente e Cheyne foi executado como traidor.
Em maio de 1450, teve início, também em Kent, a Rebelião de Jack Cade que marchou em direção a Londres, forçando o rei a recuar para o Castelo de Kenilworth em Warwickshire.

## A revolta
No dia 26 de julho de 1450, quinze dias após a morte de Cade, John e William Merfold, que eram pequenos fornecedores de alimentos para embarcações, declararam em um mercado público que o rei era um "tolo natural" que deveria ser deposto.
Em agosto, William Howell de Sutton encorajou homens das cidades de Chichester, Bramber e Steyning a se juntarem a ele na rebelião depois do "Dia de São Bartolomeu" (27 de agosto).
Em setembro, 40 homens preparados para a guerra chegaram à Eastbourne.
Em outubro, John Merfold declarou em uma cervejaria que as pessoas iriam se levantar.
Ao longo de outubro e novembro, homens armados com porretes e arcos se reuniram perto de Horsham, Robertsbridge e por todo o Distrito de Wealden.
Por toda a Região de Sussex, bandos espancaram e pilharam nobres e clérigos, motivados pela hostilidade de classe.
Em Robertsbridge, eles se opuseram às taxas cobradas pelo clero local, e em Eastbourne, aos altos aluguéis de terras. Os rebeldes em Hastings declararam seu desejo por um novo rei.

## Repressão
Durante a Semana da Páscoa, na primavera de 1451, ocorreram reuniões em Rotherfield, Mayfield e Burwash em Sussex, e em alguns assentamentos dentro de Kent. A maioria dos participantes era jovem e dentre esses se encontravam artesãos qualificados, poucos eram trabalhadores agrícolas ou lavradores. Os rebeldes exigiram a deposição do Rei Henrique VI fosse deposto, que todos os senhores e altos clérigos fossem mortos e que 12 dentre eles fossem nomeados para governar Sussex.
De acordo com as acusações elaboradas na época: "Os rebeldes desejavam. assim como os lollards e hereges, uma comunhão de bens.
As autoridades reais responderam rapidamente prendendo os suspeitos rebeldes. Quatro homens de Sussex foram enforcados e a resistência quebrada.

## Significado
A maioria das rebeliões camponesas, incluindo a Revolta dos Camponeses de 1381, expressou alguma fé na harmonia social existente e na vontade do rei de apoiar sua causa.
Um manifesto produzido pela Rebelião de Jack Cade declarou: "nós não culpamos todos os lordes".
De acordo com Tedj Ghomri, "As revoltas de Sussex de 1450-1451 incitadas pelos Merfolds não tinham tanta fé na ordem social estabelecida, e ameaçaram atacar especificamente senhores, bispos, sacerdotes e até mesmo o Rei."
O historiador David Rollison sustentou que as declarações social e politicamente radicais dos Merfolds apoiam a hipótese de que as revoltas foram motivadas por antagonismos de classe de longa data. Rollison segue as alegações do historiador social Andy Wood e do jurista inglês do século XV Sir John Fortescue, que argumentam que a recessão econômica de meados do século XV apenas ampliou os antagonismos de classe rotineiros entre as comunidades aldeãs e a pequena nobreza. A ideia de que mesmo os reis poderiam ser disciplinados ou depostos pela vontade popular foi um aspecto importante da política inglesa nos séculos que se seguiram à assinatura da Magna Carta em 1215.
Os documentos do tribunal de Sussex durante o período mencionam frequentemente a pobreza dos inquilinos, incapacidade de pagar multas ou impostos e abandono de terras ou gado.
Os rebeldes também podem ter sido influenciados por pregadores lolardos, cinco dos quais, tinha sido executados anos antes (em 1438), em Tenterden, Kent.